# Balcanoona Airport
Balcanoona Airport är en flygplats i Australien. Den ligger i delstaten South Australia, omkring 490 kilometer norr om delstatshuvudstaden Adelaide.
Trakten runt Balcanoona Airport är nära nog obefolkad, med mindre än två invånare per kvadratkilometer.. Det finns inga samhällen i närheten. 
Omgivningarna runt Balcanoona Airport är i huvudsak ett öppet busklandskap. Genomsnittlig årsnederbörd är 269 millimeter. Den regnigaste månaden är februari, med i genomsnitt 95 mm nederbörd, och den torraste är oktober, med 1 mm nederbörd.